# Keltoi!
Keltoi! es una banda de Oi! formada en Vigo (Galicia) en 1995 y desaparecida a principios del año 2005. No obstante, en 2010 decidieron reunirse y continuar su trayectoria. Cantan sus letras en gallego y castellano. Sus ideas políticas se encuadran en el antifascismo y en la órbita del nacionalismo gallego de izquierdas.

## Historia
Keltoi! se formó a finales de 1995 en la ciudad de Vigo y realizó su primer concierto el Día de las Letras Gallegas de 1996 en un pub vigués "Rass", junto a Os Diplomáticos de Monte-Alto. En 1997 colaboraron en el recopilatorio Oito anos de sequestros con el tema "Galeg@s", y meses más tarde apareció su primera maqueta, titulada Casco vello.

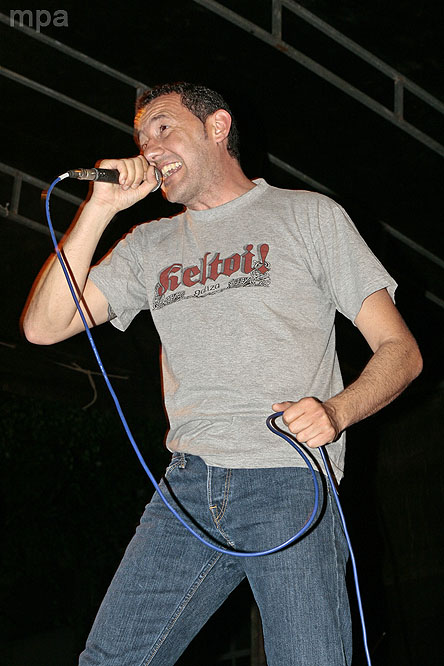
Sime durante un concierto en Vigo celebrado en 2012.

Después de la edición de la maqueta realizaron conciertos por la geografía gallega e incluso alguna actuación fuera de Galicia, como en la primera edición del "Oi!, Ska & Reggae Meeting" en Gijón. Durante estos conciertos, Keltoi! compartió escenario con bandas como Malarians, Los Milicianos, Skarface, Xenreira, Skacha o Oi! The Arrase. Pero Sime, el vocalista del grupo, tuvo que dejar la banda para trabajar en Irlanda y Keltoi! entró en un periodo de inactividad.
A mediados del año 2000 Sime volvió a Galicia, y Keltoi reinició las actividades, siendo uno de los primeros trabajos la grabación de cuatro canciones para el recopilatorio "Estado de Sitio". Durante los siguientes años se produjo el período de más actividad de la banda, saliendo a tocar varias veces fuera de Galicia y actuando con bandas ya consagradas del género como Dropkick Murphys o The Real Mckenzies.
Pero debido a que el guitarrista Mikele toca con la banda Soak y el batería Kino con Skacha, y también a las nuevas responsabilidades de los miembros del grupo, finalmente decidieron disolverse, haciendo su concierto de despedida el 17 de enero de 2005, junto con las bandas Malas Cartas y Frontkick en la sala Anoeta de Vigo.
En 2010 editaron un nuevo disco autoproducido titulado "A nosa cinza", que en un principio se consideraba como un disco "póstumo" de la banda. Al mismo tiempo, volvieron a actuar para presentarlo, eso sí, con nuevos componentes (Gontxu y Adrián) ya que de los Keltoi! originales solo quedaron Sime, Dani y Kino. Su esperado concierto de regreso es en Durango (Vizcaya), junto a bandas como los legendarios Cock Sparrer, y continúan dando conciertos durante el 2011 por Galicia, País Vasco, Castilla...
A comienzos de 2012 Keltoi! volvió a cambiar de formación, entrando Manu a la batería sustituyendo a Kino, y Adrián fue sustituido en una de las guitarras por Xurxo.
En esta nueva época siguen dando conciertos, tocando con bandas como The Boys o Perkele. El 3 de junio de 2012 actuaron en el Estadio de Balaídos delante de 31.000 personas para celebrar el ascenso del Real Club Celta de Vigo a Primera División. Es en esta nueva época, también, donde tocan por primera vez en Madrid.

## Discografía
- Casco vello - 1998 (Bronco Bullfrog Records)
- Estado de sitio - 2001 (ROTTEN Records)(recopilatorio y colaboraciones)
- A Nosa Cinza - 2010 (ONDC Records)
- Sons da rúa - 2016 (ONDC Records)
- Tempos Convulsos - 2020 (ONDC Records)
- XXV - 2021 (ONDC Records)

### Colaboraciones
- Oito anos de sequestros - 1997 un tema.
- Sonidos de la Calle. Vol. 1 - 2000 un tema.
- Oi! Um Grito de União Vol. 3 - 2000 tres temas.
- Estado de Sitio - 2001 cinco temas.